# Adrien Rey-Golliet
Pour les articles homonymes, voir Rey-Golliet.
Adrien François Henri Rey-Golliet (né le 9 mai 1870 à Paris où il est mort le 11 octobre 1948) est un instituteur français, inspecteur d'éducation physique de la Ville de Paris, philanthrope, réalisateur social, résistant, pionnier des sports d'hiver, maire des Avanchers. Il a fondé les « Centres de vacances en montagne ». 

## Biographie
Né à Paris en 1870, dans l'une des plus vieilles familles des Avanchers, Adrien Rey-Golliet passe son enfance dans cette commune, où il apprit à connaître, la culture et l'élevage en Savoie. À 15 ans, il monte à Paris où il travaille et le soir, suit des cours pour compléter son instruction.
À 18 ans, il est nommé instituteur dans la Seine, puis à Paris même, notamment à l'école de la rue de Maistre et l'école de la rue de Louvois en 1900-1902. Il est instituteur, pendant plus de vingt ans. Il poursuit sa carrière et occupe le poste de sous-inspecteur de l'Éducation Physique en 1909, puis d'inspecteur principal de l'Éducation Physique dans les Écoles de Paris et de la Seine en 1914, qui donne à Adrien Rey-Golliet une place, très écoutée, au Comité Consultatif de l'Éducation Physique.
Il se marie le 27 septembre 1898 à Paris, avec Marie Alphonsine Hôte.
Il est président de la « Société républicaine de Tarentaise » en 1904.
Il est le directeur général des cours de la société d'éducation civique et de préparation militaire « Jeune Soldat ». En 1911, pour la première fois, Adrien Rey-Golliet, emmène en Savoie, aux Avanchers, quelques élèves de la société le « Jeune soldat », première tentative importante de colonies de vacances collectives. Il renouvelle cette expérience les deux années suivantes, puis survient la guerre.
Lors de la Première Guerre mondiale, Adrien Rey-Golliet est lieutenant de réserve au 11e B. C. A. (1914-1915), puis capitaine et chef de bataillon au 61e B.C.A. (1916-1918). Il est blessé deux fois, mutilé du bras droit. Il perd son fils unique, André, mort pour la France à 18 ans, pilote de chasse.
Au lendemain de la paix, un peu partout, on se préoccupe des vacances des enfants. Dès 1920, on compte une vingtaine d'œuvres chichement subventionnées, par les ministères de la guerre et de l'instruction publique, qui vont ou se substituer aux parents ou les aider. Adrien Rey-Golliet précurseur en 1911, réorganise l'œuvre des « Centres de Vacances en Montagne », en 1922, reconnue d'utilité publique en 1925, elle permet, chaque année, à plusieurs milliers d'enfants de condition modeste, d'aller passer de bonnes et saines vacances en montagne, de respirer un air pur, de vivre intensément, de s'ébattre, de faire de l'éducation physique rationnelle, association qu'il dirige avec sa seconde épouse.
Sa première épouse décède en octobre 1923. Il se remarie le 10 décembre 1927, à Paris, avec Paule Félicité Marguerite Evrard.
Il se présenta aux Élections législatives de 1932 à Albertville-Moûtiers sous l'étiquette des Radicaux indépendants,.

## Publications
- Marcel Labbé, Traité d'éducation physique, publié sous la direction de Marcel Labbé, professeur à la Faculté de médecine de Paris. Secrétaire de la rédaction : docteur Bellin du Côteau, avec la collaboration de MM. Emile André, Marcel Bergeron, capitaine Cambier, professeur Dechambre, docteur Dufestel, Guérin-Desjardins, docteur Jeudon, docteur Massard, Emile Mercier, docteur Philippe, Rey-Golliet, docteur G. Rosenthal, docteur Sandoz, docteur Thooris., impr. Crété, 1930, 639 p. (présentation en ligne)

## Décorations
- Officier de la Légion d'honneur [16]
- Croix de guerre 1914–1918, palme de bronze  (deux palmes et une étoile)
- Officier de l'ordre du Mérite agricole
- Médaille d'or de la Mutualité[17]
- Médaille d'or de l'Éducation Physique[18]
- Médaille d'honneur de l'Assistance Publique
- Médaille d'or du Préfet de la Seine pour dévouement aux œuvres des Pupilles de la Nation.